# Seiber (Berg)
Der Seiber ist ein Höhenzug am Nordufer der Wachau. Seiber bezeichnet sowohl den Berg als auch das Dorf auf halber Höhe; die vorbeiführende Straße, die von Weißenkirchen in der Wachau in das Waldviertel führt, wird gleichfalls als Seiberer Straße (Landesstraße L 78) bezeichnet. Die maximale Steigung beträgt knapp 12 % über eine Länge von ca. 1 km und die höchste Seehöhe wird bei 738 m erreicht. Der Seiber trägt auch den Beinamen Semmering der Wachau.
Bekannt ist der Seiber durch das erstmals am 8. Juni 1924 ausgetragene Bergrennen, den Seiberer Bergpreis. Das zweite Rennen am 26. Juli 1931 und das dritte am 22. Mai 1938 beendeten vorerst die Serie der Wettbewerbe. Von 1955 an fanden bis in die 1970er-Jahre in unregelmäßigen Abständen diverse Bewerbe wie Rallye-Sonderprüfungen statt. 1986 wurde der Seiberer Bergpreis als Oldtimer-Wettbewerb für historische Kleinwagen sowie Motorräder und -roller wiederbelebt und seitdem regelmäßig ausgetragen.